# Tepehuanes
Los tepehuanes, tepehuanos u o'dam son un agrupamiento de pueblos nativos de México.  
En este grupo de etnias se reconocen tres distintas ramas:
- Tepehuanes del norte
- Tepehuanes del sur
- Tepecanos

La palabra "tepehuán" es sin duda de origen náhuatl, derivado del tepetl, cerro y huan, partícula posesiva, es decir, "dueño de cerros". Otra interpretación señala que el término tepehuani significa "conquistadores o vencedor en batallas".

## Territorio

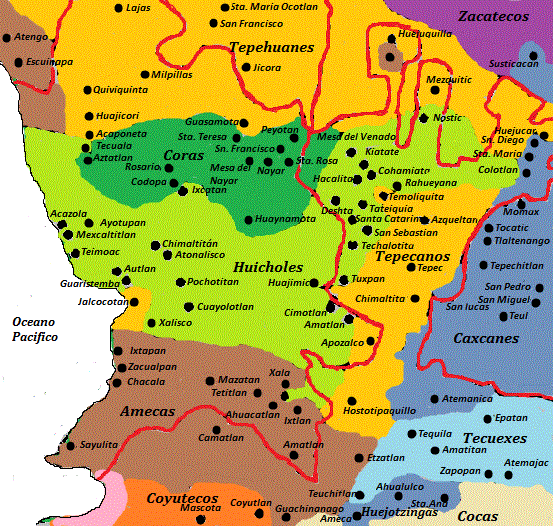
Pueblos indígenas en el estado de Nayarit cuando la conquista española

Desde hace tiempo inmemorial los tepehuanes tuvieron llanos y laderas, desde Parral, Chihuahua, hasta la frontera con el actual estado de Zacatecas. Entre los lugares donde se asienta más población están: San Bernardillo de Milpillas Chico, San Francisco de Lajas, Taxicaringa, Teneraca, San Francisco de Ocotán, entre otras en el Estado de Durango.

## Lengua
El idioma de los tepehuanos pertenece al tronco yuto-nahua en su rama primaria por lo que puede decirse que sus vecinos coras, huicholes y mexicaneros tienen sólo un parentesco lejano. Dentro de la misma lengua tepehuana se dan diferencias dialécticas (de pronunciación –fonética– y léxico) entre los que viven en el Mezquital y Pueblo Nuevo, mas no se impide con ello la mutua comunicación inteligente.
Las lenguas yuto-aztecas (en inglés Uto-Aztecan) se agrupan en dos troncos básicos, uno al norte y el otro al sur. El tronco sureño conforma la subfamilia yuto-azteca del sur.

## Población
De acuerdo a las cifras del último censo de población de los 18 699 tepehuanes, 12 953 hablan el español además de su lengua materna y 3573 son monolingües. Es frecuente encontrar casos de trilingüismo sobre todo en las zonas interétnicas donde algunos aprenden otra lengua indígena, ya sea el trato frecuente o por la unión de familias (se dan matrimonios entre tepehuanes, mexicaneros, huicholes y mestizos).

## Vestimenta
La vestimenta tradicional está cayendo en desuso, sobre todo en las comunidades más cercanas a la influencia mestiza. En un promedio del 80 % ya no lo utiliza excepto cuando asisten a las fiestas religiosas y a los mitotes. Esto quiere decir, que casi todo tepehuán tiene su camisa y su calzón de manta, pero únicamente lo utiliza en ocasiones especiales. Permanece el guarache, morral bordado y sombrero de soyate.
Las bebes en su mayoría portan el traje faldas y listones de colores, rebozo negro de encaje y calcetines afelpados de colores muy vivos, zapatos de hule.
Todavía elaboran sus “huaraches” de vaqueta, preparando el material del tal modo que dejan las correas más blandas y pueden hacer tejidos más finos.